# Chamberlinia lineata
Chamberlinia lineata är en mångfotingart som beskrevs av Machado 1951. Chamberlinia lineata ingår i släktet Chamberlinia och familjen kamjordkrypare.
Artens utbredningsområde är Angola. Inga underarter finns listade i Catalogue of Life.